# سمارتيز
سمارتيز (بالإنجليزية: Smarties)‏ عبارة عن حلويات شوكولاتة متنوعة الألوان ومغلفة بالسكر. يتم تصنيعها منذ عام 1937، كانت تنتج في الأصل من قبل راونتريز في المملكة المتحدة، ويتم إنتاجها حاليًا بواسطة شركة نستله.
سمارتيز عبارة عن أجسام كروية مفلطحة مع محور صغير يبلغ حوالي 5 ملم (0.2 في) ومحور رئيسي يبلغ حوالي 12 ملم (0.5 في). تأتي في ثمانية ألوان: الأحمر والبرتقالي والأصفر والأخضر والأزرق والبنفسجي، الوردي والبني، على الرغم من أن الصنف الأزرق تم استبداله مؤقتًا بصنف أبيض في بعض البلدان، في حين أن صبغة التلوين الطبيعية البديلة من اللون الأزرق كانت قيد البحث.

## روابط خارجية
- الموقع الرسمي
- متحف سمارتيز
- كيف تُصنع سمارتيز